# Ectobius
Ectobius är ett släkte av kackerlackor som beskrevs av Stephens 1835. Ectobius ingår i familjen småkackerlackor.

## Dottertaxa tillEctobius, i alfabetisk ordning[1][2]
- Ectobius aeoliensis
- Ectobius aethiopicus
- Ectobius aetnaeus
- Ectobius africanus
- Ectobius albicinctus
- Ectobius alleni
- Ectobius baccetti
- Ectobius balcani
- Ectobius burri
- Ectobius corsorum
- Ectobius darbandae
- Ectobius delicatulus
- Ectobius duskei
- Ectobius eckerleini
- Ectobius erythronotus
- Ectobius filicensis
- Ectobius finoti
- Ectobius frieseanus
- Ectobius haeckeli
- Ectobius heteropterus
- Ectobius ichnusae
- Ectobius indicus
- Ectobius intermedius
- Ectobius involutus
- Ectobius jarringi
- Ectobius kervillei
- Ectobius kikensis
- Ectobius kikuyuensis
- Ectobius kirgizius
- Ectobius kraussianus
- Ectobius lagrecai
- Ectobius lapponicus
- Ectobius larus
- Ectobius leptus
- Ectobius lineolatus
- Ectobius lodosi
- Ectobius lucidus
- Ectobius makalaka
- Ectobius minutus
- Ectobius montanus
- Ectobius neavei
- Ectobius nicaeensis
- Ectobius nuba
- Ectobius pallidus
- Ectobius palpalis
- Ectobius panzeri
- Ectobius parvosacculatus
- Ectobius pavlovskii
- Ectobius punctatissimus
- Ectobius pusillus
- Ectobius pyrenaicus
- Ectobius rammei
- Ectobius sardous
- Ectobius scabriculus
- Ectobius semenovi
- Ectobius siculus
- Ectobius sjoestedti
- Ectobius stanleyanus
- Ectobius subvitreus
- Ectobius supramontes
- Ectobius sylvestris
- Ectobius tadzhicus
- Ectobius tamaninii
- Ectobius textilis
- Ectobius ticinus
- Ectobius tingitanus
- Ectobius togoensis
- Ectobius tuscus
- Ectobius tyrrhenicus
- Ectobius usticaensis
- Ectobius willemsei
- Ectobius vittiventris